# Стеенбрюге (бира)
„Стеенбрюге“ (на нидерландски: Steenbrugge) е марка белгийска абатска бира, произведена и бутилирана в пивоварната „Brouwerij Palm“ в Стеенхуфел, провинция Фламандски Брабант, Северна Белгия. „Стеенбрюге“ e една от белгийските марки бира, които имат правото да носят логото „Призната белгийска абатска бира“ (Erkend Belgisch Abdijbier), обозначаващо спазването на стандартите на „Съюза на белгийските пивовари“ (Unie van de Belgische Brouwers).

## История
Бирата носи името на Абатство Стеенбрюге, известно и като абатство „Свети Петър“ (на нидерландски: Sint-Pietersabdij (Steenbrugge)) – бенедиктинско абатство, в Стеенбрюге, сега част от Асброк, квартал и част от агломерацията на гр.Брюге, провинция Западна Фландрия, Северозападна Белгия. Абатството е основано като приорат на 16 юли 1879 г. През 1896 г. манастирът се издига в абатство и за първи абат е избран Аманд Мертенс (1896 – 1927). По време на Първата световна война (1914 – 18) абатството е сериозно повредено в резултат на експлозия на боеприпаси в близко депо и попадения на пет бомби. След войната манастирът постепенно се възстановява. По време на Втората световна война (1940 – 45) абатството не търпи сериозни повреди. Днес абатство Стеенбрюге е действащ мъжки католически манастир – част от Бенедиктинския орден.
Бирата „Стеенбрюге“ се вари първоначално като трапезна бира за лична употреба от манасите от абатство „Свети Петър“ в Стеенбрюге между 1914 и 1943 г. Манастирската пивоварна се намирала извън стените на абатството. Реквизицията на медните казани от германците по време на Втората световна война слага край на абатското пивоварство.
Пивоварната традиция е възстановена през 1958 г. от пивоварната „Brouwerij Du Lac“. След няколко години производството спираслед придобиването на Du Lac от брюкселската пивоварна „Brouwerij Leopold“, която е погълната от компанията „Brouwerij Lootvoet“.
От 1972 г. абатската бира се вари отново от пивоварната „Costenoble“ от Есен (Diksmuide). През 1980 г. монасите от „Свети Петър“ сключват лицензионно споразумение с пивоварната „Brouwerij 't Hamerken“ от Брюге. През 1982 г., „Brouwerij 't Hamerken“ е придобита от „Brouwerij Haacht“
През 1983 г. в Брюге е основана новата пивоварна „De Gouden Boom“, която възобновява производството на абатската бира Steenbrugge с кафяв дубъл и светъл трипъл ейл. Върху етикетите на абатската бира е изобразен Свети Арнолд от Соасон, покровител на пивоварите.
През 2003 г. „De Boom Gouden“ преминава в собственост на компанията „Brouwerij Palm“. През 2004 г. производството на бира е прехвърлено от Брюге в пивоварната фабрика на компанията в Стеенхуфел. „Brouwerij Palm“ добавя нови версии – блонд, бок и уит към асортимента на Steenbrugge.
Абатството получава парични отчисления за използване на търговската марка и наименованието Sint-Pietersabdij Steenbrugge. Бирата е сертифицирана от Съюза на белгийските пивовари като „призната белгийска абатска бира“ (Erkend Belgisch Abdijbier) и може да носи лого, изобразяващо стилизирана чаша с кафява бира, вписана в готически прозорец-арка.

## Марки бира
Търговският асортимент на пивоварната „Brouwerij Palm“, включва пет бири с марката „Стеенбрюге“:
- Steenbrugge Blonde – светла блонд бира с алкохолно съдържание 6,5 %.
- Steenbrugge Double Brown – тъмна дубъл бира с алкохолно съдържание 6,5 %.
- Steenbrugge Tripel – тъмнокехлибарена трипъл бира с алкохолно съдържание 8,5 %.
- Steenbrugge Abdij Bock – сезонна тъмна бок бира с алкохолно съдържание 6,5 %, в производство от 2010 г.
- Steenbrugge White – светла уит бира с алкохолно съдържание 5 %.

## Награди
- World Beer Cup 2012: бронзов медал за Steenbrugge Tripel в категорията стил Белгийски трипъл ейл.